# AI Весов
AI Весов (лат. AI Librae) — одиночная переменная звезда в созвездии Весов на расстоянии (вычисленном из значения параллакса) приблизительно 63455 световых лет (около 19455 парсеков) от Солнца. Видимая звёздная величина звезды — от +16,5m до +15,4m.

## Характеристики
AI Весов — пульсирующая полуправильная переменная звезда типа SRB (SRB).